# Institutionalism
Institutionalism är en ekonomisk skola som utgår från Thorstein Veblen och den amerikanska pragmatismens filosofiska tänkande. Enligt institutionalisterna måste samhällets totala struktur studeras och dess olika institutioner innefattas för att ekonomin skall bli begriplig.
Institutionalismen växte fram som en reaktion mot klassisk nationalekonomi och dess mera slutna system och har en mer sociologisk ansats. Bland mer moderna institutionalister kan nämnas personer som Gunnar Myrdal, John Kenneth Galbraith, Herbert Simon, Thomas Schelling och Daniel Kahneman.